# Leon Eisenberg
Leon Eisenberg, M.D., D.Sc. (8 de agosto de 1922 - 15 de setembro de 2009) foi um psiquiatra infantil americano, psiquiatra social, e educador médico que ""transformou a psiquiatria infantil, defendendo a investigação sobre problemas de desenvolvimento" (David DeMaso). Foi pioneiro em diversas áreas da medicina e psiquiatria - em psiquiatria infantil, autismo, e as controvérsias em torno do autismo, os ensaios clínicos randomizados (ECR), medicina social, saúde global, ação afirmativa, e evidência baseada em psiquiatria. Tendo-se aposentado em 1967, da Johns Hopkins Hospital no Departamento de psiquiatria de crianças e adolescentes (Johns Hopkins Hospital Department  de Child and adolescent psychiatry - ele foi o presidente do departamento depois de Leo Kanner) e da Harvard Medical School, em 1988, ele continuou como a Maude and Lillian Presley, Professor de Medicina Social e psiquiatra Emérito (e servindo ativamente - palestrando, pesquisando e escrevendo, e sendo mentor), no Department of Global Health and Social Medicine da Harvard Medical School na Longwood Medical Area de Boston(Departamento de Medicina Social e saúde global da Harvard Medical School na Longwood Medical Area em Boston), e até poucos meses antes de sua morte em 2009. Ele se tornou tanto BA (Bachelor of Arts- Bacharelado em artes) e MD (medical doctor – médico, Dr. em português) da Perelman School of Medicine (Escola de Medicina de Perelman) na University of Pennsylvania (Universidade da Pensilvânia), ensinou anteriormente, tanto University of Pennsylvania quanto na Johns Hopkins University, e foi chefe da psiquiatria tanto Johns Hopkins Hospital, em Baltimore e do Massachusetts General Hospital em Boston, durante períodos de formação em psiquiatria por cada instituição. " (David DeMaso). Foi pioneiro em diversas áreas da medicina e psiquiatria- em psiquiatria infantil, autismo, e as controvérsias em torno do autismo, os ensaios clínicos randomizados ou aleatórios (ECR), medicina social, saúde global, ação afirmativa[3], e evidência baseada em psiquiatria. Tendo-se aposentado em 1967, da Johns Hopkins Hospital no Departamento de psiquiatria de crianças e adolescentes (Johns Hopkins Hospital Department  de Child and adolescent psychiatry - ele foi o presidente do departamento depois de Leo Kanner) [4] e da Harvard Medical School, em 1988, ele continuou como a Maude e Lillian Presley,Professor de Medicina Social e psiquiatra Emérito (e servindo ativamente - palestrando, pesquisando e escrevendo, e sendo mentor), no Department of Global Health and Social Medicine da Harvard Medical School na Longwood Medical Area de Boston(Departamento de Medicina Social e saúde global da Harvard Medical School na Longwood Medical Area em Boston), e até poucos meses antes de sua morte em 2009. Ele se tornou tanto BA( Bachelor of Arts- Bacharelado em artes) e MD(medical doctor – médico, Dr. em português) da Perelman School of Medicine(Escola de Medicina de Perelman) na University of Pennsylvania(Universidade da Pensilvânia), ensinou anteriormente, tanto University of Pennsylvania quanto na Johns Hopkins University (Universidade Johns Hopkins), e foi chefe da psiquiatria tanto Johns Hopkins Hospital, em Baltimore e do Massachusetts General Hospital em Boston, durante períodos de formação em psiquiatria por cada instituição.

## Realizações médicas
As razões de Leon Eisenberg ser listado como famous figure in world and American psychiatry (uma figura famosa no mundo e na psiquiatria americana) são numerosas. Leon Eisenberg identificou o rápido retorno à escola como a chave para o tratamento na gestão da ansiedade de separação subjacente à fobia escolar. Ele completou o primeiro resultado do estudo de filhos autistas na adolescência e reconhecidos padrões do uso da linguagem como o melhor preditor de prognóstico. Dos dois primeiros estudos sobre o resultado do autismo infantil, ele publicou um estudo americano no American Journal of Psychiatry, em 1956, e o estudo Inglês, foi relatado em JCPP pouco depois por Victor Lotter e Sr. Michael Rutter. Esse foi um momento, quando uma estreita, ao invés de uma definição ampla do autismo estava na moda. É interessante que o mau prognóstico era evidente tanto nos casos estritamente quanto nos amplamente definidos, e que, em linhas gerais, muitos dos casos agora chamado autista, poderiam ter sido chamados de "retardo mental: moderada a severa",e eles teriam se unido a outras crianças com um resultado relativamente pobre.
Ele era o Principal Investigador(PI) na primeira concessão do ramo de psicofarmacologia do NIMH(National Institute of mental health- Instituto Nacional de saúde mental) para RCTs(randomized controlled Trials- ensaio randomizado controlado) em psicofarmacologia infantil. A partir de uma preocupação por cuidados baseados em evidências,bem antes da frase ser cunhada, ele introduziu ensaios randomizados controlados(RCTs) em psicofarmacologia e mostrou que drogas "tranquilizantes" eram inferiores ao placebo no tratamento de transtornos de ansiedade, ao passo que drogas estimulantes foram eficazes em controlar a hiperatividade. Ele completou os primeiros ensaios clínicos randomizados de consulta psiquiátrica para entidades sociais e da utilidade de breve psicoterapia nos transtornos de ansiedade. Ele publicou uma crítica contundente da teoria do instinto de Konrad Lorenz. Ele estabeleceu a utilidade de distinguir "doença" da "falta de saúde". Ele destacou o contexto ambiental como determinante do fenótipo emergente de um dado genótipo, desde o final dos anos 1990 até 2006, ele estava envolvido no desenvolvimento de conferências e recursos para educadores médicos em diversas especialidades que os ajudariam a incorporar em cursos com seus alunos atuais e aos futuros, pois o maremoto de novas informações em genômica ainda atrapalha os futuros clínicos. Este interesse pode ter sido incentivado por seu enteado, o Dr. Alan Guttmacher, Chefe interino do National Human Genome Research Institute (Instituto Nacional de Pesquisa do Genoma Humano). E por muitas décadas, Leon Eisenberg havia criticado a psicanálise a partir de uma série de plataformas.
As contribuições científicas do Dr. Eisenberg incluem:
- O primeiro acompanhamento longitudinal dos casos originais de Leo Kanner do autismo
- Um estudo que identificou as raízes da fobia social e ansiedade dos pais
- O primeiro ensaio clínico da eficácia da consulta psiquiátrica em uma ação social
- O primeiro estudo randomizado controlado em psicofarmacologia na infância
- O primeiro estudo controlado randomizado de drogas estimulantes em adolescentes
- O primeiro ensaio clínico randomizado de psicoterapia breve
- Uma crítica contundente da teoria dos instintos de Lorenz  e imprinting
- Uma declaração no início da distinção entre "doença" (o que os médicos tratam como) e "falta de saúde" (o que sofrem os pacientes)
- Uma crítica amplamente citada da oscilação da psiquiatria entre as abordagens centradas no cérebro e mente defendendo a argumentação para a integração dos dois
- Uma síntese das evidências da importância do cuidado do treinamento primário médico para reconhecer e tratar a depressão
- Trabalhos que destacam a moldagem da estrutura cerebral por experiência social
- Publicações colocando patrimônio em um contexto ambiental como determinante do risco e resiliência.
- Chamado de "o pai da ciência da prevenção em psiquiatria"[5]

Publicações específicas referentes às realizações acima estão contidos em sua bibliografia.
Leon Eisenberg é o maior orgulho da Diversity Lifetime Achievement Award, e recebeu em 2001 por seu papel ,  inaugurando a ação afirmativa na HMS(Harvard Medical School) em 1968, e sustentando-o  como presidente do Comitê de Admissão de 1969 a 1974 E ele considerava isto, como  sua contribuição mais importante para a Harvard Medical school.
Com sua esposa, Dr. Carola B. Eisenberg, ex-reitora dos estudantes, pela primeira vez no MIT, em seguida, na Harvard Medical School, ele era ativo no  Physicians for Human Rights( Médicos pelos Direitos Humanos), que, como uma organização recebeu o Prêmio Nobel da Paz em 1997 pela sua International Campaign to Ban Landmines(Campanha Internacional  pelo Banimento das Minas Terrestres).
Em meados de 2009 (22 de junho de 2009), a Cadeira Leon Eisenberg em Psiquiatria Infantil foi nomeada no Children's Hospital Boston. A primeira cátedra do Professorado de Leon Eisenberg em Psiquiatria Infantil é David R. DeMaso, MD, HMS Professor de Psiquiatria e psiquiatra-chefe no Children's Hospital Boston.
Sua breve (~ 30 páginas) memória autobiográfica (um passeio através da história da psiquiatria, ainda a ser publicado postumamente por Acta Psychiatrica Scandinavica - em meados ou final de 2010) "Estávamos dormindo no ponto?" [Veja abaixo] foi escrito a partir em sua casa.

## Humor
Entre seus amigos e colegas de profissão, Leon Eisenberg era conhecido por seu humor e sagacidade amigável que ele compartilhou em palestras, publicações, e até mesmo como secretário de gravação para a American Academy of Arts and Sciences (Academia Americana de Artes e Ciências) - (às vezes no fórum de haiku).
A Coleta de seu humor é difícil (muitas vezes era em e-mails pessoais), mas muitos concordam que alguns cenários típicos ele repetiu:
- Várias pessoas de diferentes origens sociais envolvidos em uma situação difícil, ímpar, ou até mesmo bem-humorado, geralmente como um psiquiatra judeu ou um rabino [muitas vezes explorando nuances sociais e percepções diferentes].
- Uma pessoa muito sábia envolvida com algo muito pouco comum [ex: Matemático chinês bebericando chá (cerca de ultraje moral)].
- Um evento histórico bem conhecido [por exemplo, O último sobrevivente da Johnstown Flood (cerca de humildade diante estimados colegas)].[7]
- Poesia (muitas vezes haiku)

Amigos próximos (e fãs) descrevem suas histórias como personalizadas para cada ocasião (para que eles não se cansassem de ouvir as mesmas histórias repetidas porque, com a customização, elas nunca seriam a mesma história ou piada).
O ex-presidente da Case Institute of Technology (então Case-Western Reserve), Dr. Edward M. Hundert, enquanto ele era um estudante de medicina (turma de 1984) na Harvard Medical School, fez o papel de Leon Eisenberg no HMS Classe Folies, em que (como seu personagem), ele cantou a supostamente satírica, mas, na realidade, o mais cortês, "I feel witty!" (Sinto-me gracioso, espirituoso)

## Morte
- Leon Eisenberg faleceu  de câncer de próstata em sua casa em Cambridge, Massachusetts, em 15 de setembro de 2009[8]
- Serviços memoriais foram realizados em Cambridge, Massachusetts, em setembro de 2009, e em Boston, Massachusetts, na Harvard Medical School, em 12 de março, 2010.

## Linha do tempo de Leon Eisenberg: vida e realizações
Eisenberg em 2007
- 1922 - Nascido na Filadélfia, filho de imigrantes judeus russos
- 1934-1939 Frequentou a  Olney High School, Philadelphia, PA.
- 1938-1939 - editor do jornal da Olney High School
- 1939 - Graduação na Olney High School, Philadelphia, PA; ganhou uma bolsa do prefeito para a faculdade (com base no College Entrance Examinations Board-CEEB—exames de admissão para entrar para a faculdade).
- 1942 - Leo Kanner identificou 11 garotos com constelação incomum de traços de extremo isolamento social, incapacidade de olhar as pessoas nos olhos, uma preocupação com objetos e ritual, movimentos súbitos e outros movimentos repetitivos.
- 1944 - AB - College of University of Pennsylvania (com quase sempre A)
- 1944 - Aplicou para escolas médicas com quase A no colegial; mas recusado por todas as escolas; University of  Pennsylvania School of Medicine só aceitou após intervenção do legislador da Pensilvânia em nome do aluno excepcional Leon Eisenberg.
- 1946 - Formado o orador oficial de sua turma da escola médica, mas negou (juntamente com os outros sete judeus que se inscreveram) um estágio (internato)na Universidade da Pensilvânia hospitalar; ao invés disso, foi para o Monte Sinai Hospital, em Nova York.
- 1946 - MD - University of Pennsylvania School of Medicine
- 1946 1947 - Rotating Intern(internato), Mt. Sinai Hospital, New York City (descobriu a psiquiatria)
- 1947-1948 - Instrutor de Fisiologia, University of Pennsylvania
- 1948-1950 - Instrutor do Programa em Ciência Básica, Walter Reed Hospital
- 1948-1950 - Capitão, Medical Corps, U.S. Army(Exército EUA)
- 1950 1952 - Residente de Psiquiatria, Sheppard Pratt Hospital,Towson, MD.
- 1952 1954 - Fellow em Psiquiatria Infantil, Johns Hopkins Hospital, Baltimore, MD - trabalha com o grande psiquiatra, Leo Kanner. Eisenberg iria se juntar a ele em sua exploração recentemente identificada em psiquiatria como desordem, autismo, com especial atenção para o desenvolvimento social e, especialmente, o ambiente familiar das crianças em que ele apareceu. Tornou-se o protegido de Kanner: e suas dúvidas sobre psicanálise foram incentivados por Leo Kanner.
- 1953-1955 - Instrutor em Psiquiatria, Universidade Johns Hopkins
- 1955 (dezembro) - Certificado em Psiquiatria, Conselho Americano de Psiquiatria e Neurologia
- 1958-1961 - Professor Associado de Psiquiatria da Universidade Johns Hopkins (tornou-se chefe de Psiquiatria Infantil dois anos antes da promoção real para professor titular)
- 1959 - Tornou-se chefe da Psiquiatria Infantil da Universidade Johns Hopkins sobre a aposentadoria de Leo Kanner (tornou-se Professor Titular 2 anos mais tarde, em 1961)
- 1959-1967 - Chefe da Psiquiatria Infantil, The Johns Hopkins Hospital
- 1960 (Maio) - Certificado em Psiquiatria Infantil, Conselho Americano de Psiquiatria e Neurologia
- 1961-1967 - Professor de Psiquiatria Infantil, Universidade Johns Hopkins
- 1962 - Eisenberg lançou o primeiro ensaio clínico randomizado de medicina psiquiátrica e psicofarmacologia clínica infantil)
- 1967 - AM (Hon) da Universidade de Harvard
- 1967-1974 - Chief, Psychiatric Services, Massachusetts General Hospital
- 1967 - poucos meses depois de chegar à cadeira do Departamento de Psiquiatria Massachusetts General Hospital, Eisenberg foi convidado a participar de um pequeno comitê, incluindo Professores do HMS Jon Beckwith, Ed Kravitz e David Potter, que estavam empurrando para aumentar o número de estudantes Africano-Americanos na Faculdade de Medicina.
- 1967-1993 - Professor de Psiquiatria da Harvard Medical School
- 1969 - primeiro HMS entrar para categoria para incluir estudantes negros, que tinham sido recrutados através dos esforços de Eisenberg e seus colegas.
- 1973 - DSc (Hon) da Universidade de Manchester, na Inglaterra
- 1973-1980 - Presidente da Comissão Executiva, Departamento de Psiquiatria da Harvard Medical School
- 1974-1977 - Membro do Conselho de Consulta, Massachusetts General Hospital.

1974-1980 - Maude e Lillian Presley Professor de Psiquiatria da Harvard Medical School
- 1974-1992 – Associado Senior em Psiquiatria, Children's Hospital Medical Center.
- 1977-2009 - Psiquiatra Honorário, Massachusetts General Hospital.
- 1980-1991 - Presidente do Departamento de Medicina Social e Política de Saúde, Harvard Medical School (HMS convidado pelo então reitor Daniel Tosteson)
- 1980-1993 - Maude e Lillian Presley Professor de Medicina Social
- 1987 - Nomeado Senior Fellow of the Harvard Program in Ethics and the Professions  (Senior Fellow do Programa Harvard em Ética e as Profissões), que viria a ser o Edmond J. Safra Foundation Center for Ethics (Centro da Fundação Edmond J. Safra para Ética) da Harvard University, para a qual uma história parcial é descrito em seu site.
- 1991 - DSc (Hon) - University of Massachusetts
- 1992-2009 - Psiquiatra Honorário da equipe sênior do Children's Hospital, Boston
- 1993 – Aposentadoria  da Harvard Medical School (então obrigatório); torna-se Professor Emérito; continua a servir ativamente
- 1993-2009 - Maude e Lillian Presley Professor de Medicina Social e Professor de Psiquiatria, emérito, da Harvard Medical School
- 2009 - Leon Eisenberg Chair of Child Psychiatry named at Children's Hospital Boston(Leon Eisenberg Presidente da Psiquiatria Infantil chamado do Hospital Infantil de Boston).
- 2009 – Faleceu em sua casa (15 de setembro)

## Associações, escritórios e atribuições das comissões em sociedades profissionais
- American Association for the Advancement of Science (Associação Americana para o Avanço da Ciência) (1947-2009)
- American Federation for Clinical Research (Federação Americana para a Investigação Clínica) (1949-1966)
- Baltimore City Medical Society (1950-1967)
- American Psychiatric Association (1952-2009); Chair, Seção Psiquiatria Infantil '63 -'65 Trustee, '73 -'76
- Sigma Xi  (1952-2009)
- American Association of University Professors (1952-1967); Presidente, '59 -'60
- American Association of University Professors (Associação Americana de Professores Universitários) (1954); Presidente, Johns Hopkins Capítulo '60 -'61
- Federation of American Scientists(Federação de Cientistas Americanos) (1955-1970)
- Association for Research in Nervous and Mental Diseases(Associação para a Investigação em Doenças Nervosas e Mentais) (1955-2009)
- Society for Research in Child Development (SRCD)  (Sociedade de Pesquisa em Desenvolvimento Infantil) (1956-2009)
- American Public Health Association (Associação Americana de Saúde Pública) (1956-1972)
- American Orthopsychiatric Association (Associação Americana Ortopsiquiatria) (1957-2009)
- Membro do Conselho, Federation of American Scientists (Federação de Cientistas Americanos) (1957-1968)
- American Academy of Pediatrics(Academia Americana de Pediatria) (1958–2009)
- American Psychopathological Association (1958–2009)
- Group for the Advancement of Psychiatry (GAP) (Grupo para o Avanço da Psiquiatria)(1959–1962)
- American Academy of Child Psychiatry (Academia Americana de Psiquiatria Infantil) (1961-1971)
- Psychiatric Research Society(Sociedade de Pesquisa Psiquiátrica) (1963-2009)
- American Pediatric Society (Sociedade de Pediatria Americana) (1966–2009)
- Massachusetts Medical Society( Sociedade Médica de Massachusetts) (1967–2009)
- American Academy of Arts and Sciences(Academia Americana de Artes e Ciências) (1968-2009); Cadeira, Seção II-5 Comitê de Indicação, 1993-1995; Secretário de Comunicação 1995-2002
- Institute of Medicine of the National Academy of Sciences  (Instituto de Medicina da Academia Nacional de Ciências) (1973-2009); Conselho, Institute of Medicine, Advisory Committee, Strategies for the Prevention of Disease and the Promotion of Health, '77; Membership Committee, '78-'82; Program Committee, '79-'81; Speaker, 1980 Annual Meeting; Research Panel, '86-'89; Steering Committee, National Strategy for Aids, '86-'89; Board on Health Sciences Policy, '88-'91; Chair, Committee on Unintended Pregnancy and the Well-Being of Children and Families, ‘93-‘95; Chair, Committee on Building Bridges in the Brain, Behavioral and Clinical Sciences 1999-2000; Chair, Interdisciplinary/Bridging Work In Health Disparities—Robert Wood Johnson Foundation Health and Society Scholars, October 13, 2008, at IOM Annual Meeting in Boston, MA. ('75 -'77; Comitê Consultivo, Estratégias para a Prevenção de Doenças e Promoção da Saúde, '77; Comissão de Sócios, '78 -'82; Comitê de Programa, '79 -'81; Orador, 1980 Reunião Anual; Painel de Pesquisa, '86 -'89; Comitê Gestor, Estratégia Nacional de Aids, '86 -'89; Conselho de Política de Ciências da Saúde, 88 -'91; Presidente da Comissão de gravidez indesejada e o bem-estar das crianças e famílias, '93 -'95; Presidente da Comissão de”Construção Pontes no cérebro”, Comportamental e Ciências Clínicas 1999-2000; Presidente, Interdisciplinar / Trabalho de Disparidades de saúde- Fundação Robert Wood Johnson de Saúde e Sociedade Escolar, 13 de outubro de 2008, às IOM Reunião Anual em Boston, MA).
- Membro do Comitê Assessor do Diretor, National Institutes of Health (Instituto Nacional de Saúde) (1977-1980)
- Conselho Consultivo, General Academic Pediatrics Development Program, Robert Wood Johnson Foundation (Programa de Desenvolvimento da Academia Geral de Pediatria, Fundação Robert Wood Johnson) (1981-1987)
- Membro, Rosalynn Carter Mental Health Task Force, Carter Presidential Center da Emory University (1990-2002)
- Secretário de Comunicações, da American Academy of Arts and Sciences( Academia Americana de Artes e Ciências) (1995-2002)
- Membro do Comitê para o DSM V e CID XII, American Psychiatric Association (Associação Americana de Psiquiatria) (2006-2009)
- Membro do Comitê Organizador da Conferência Mulher e Medicina, Bahamas, 29 novembro - 3 dezembro de 2006, a Josiah Macy Foundation (Fundação Josiah Macy) (2006)
- Membro do National Center for Science Education (Centro Nacional para Educação Científica)

## Conselhos editoriais
- Journal of Child Psychology and Psychiatry (Jornal de Psicologia e Psiquiatria Infantil) (1960–1983)
- Journal of Psychiatric Research (Jornal de Pesquisa Psiquiátrica) (1962–1993)
- Child Development (Desenvolvimento da Criança) (1962–2009)
- American Journal of Orthopsychiatry (Jornal Americano de Ortopsiquiatria) (1963-1973)
- Communications in Behavioral Biology (Comunicações em Biologia Comportamental) (1967–1972)
- Comprehensive Psychiatry (Psiquiatria Compreensiva) (1971)
- Social Psychiatry (Psiquiatria Social) (1971–1982)
- Psychosomatic Medicine (Medicina Psicossomática) (1972–1976)
- Journal of Pediatrics( Jornal Pediátrico) (1974–1980)
- Culture, Medicine, and Psychiatry (Cultura,Medicina e Psiquiatria) (1977)
- Psychological Medicine (Medicina Psicológica) (1977–1990)
- International Journal of Clinical Pharmacology Research (Jornal Internacional de Pesquisa Farmacológica Clínica) (1981–2000)
- The Future of Children (O Futuro das crianças) (1991–2009) [ou antes de 2004?]
- American Journal of Psychiatry (Jornal Americano de Psiquiatria) (2005–2009)

## Comitês acadêmicos
Leon Eisenberg serviu aparentemente inúmeros comitês acadêmicos e outros comitês na Johns Hopkins Hospital, Universidade Johns Hopkins, Harvard, Massachusetts General Hospital, e Children's Hospital Boston. Ele era tipicamente entre o primeiro pensamento, e convidado  para as comissões por causa de sua amplitude.
As tentativas para identificar um conjunto completo de tais comitês estão ocorrendo ainda.

## Temas escritos recentemente
Leon Eisenberg é creditado por muitos colegas por prosas "simples e direta" (Arthur Kleinman, Norma Ware,, etc). Ele será lembrado mais por seus escritos nessas áreas, embora sua compreensão enciclopédica alcançada seja muito mais ampla:
- (Evidence-based medicine)Medicina baseada em evidências
- Capacidade de acadêmicos para aceitar ideias que são absurdas e mais tarde rejeitou
- Por que e como a psicanálise(psychoanalysis) chegou a ser tão dominante por tanto tempo (o triunfo da psicofarmacologia sobre psicoterapia e mudanças na forma como o cuidado foi financiado) tem sido explorada repetidamente, mas aqui descritos em dois distintos artigos Josiah Macy Conferences:
- "A psiquiatria moderna: Desafios na Educação de Profissionais de Saúde para atender a novas necessidades"
- "O Desafio de Neurociências: Ciência Comportamental, Neurologia, Psiquiatria e"
- Classificações diagnósticas (veja abaixo) - um tema que continuou desde o início de sua carreira
- Os direitos humanos de pacientes
- Conflito de Interesse (COI- Conflict of Interest) na prática da Psiquiatria e Medicina
- Problemas em reescrever toda a taxonomia psiquiátrica de uma só vez (Manual Diagnóstico e Estatístico de Transtornos Mentais- Diagnostic and Statistical Manual of Mental Disorders = DSM): COI, a evidência empírica para apoiar mudanças no DSM, o calendário de revisões
- Cumplicidade dos profissionais médicos e psiquiátricos na aflição.
- Criticar a substituição dos interesses do paciente com o lucro na área da saúde. [9]
- A relação entre a indústria farmacêutica e educação médica através de programas de patrocínio e programas educacionais.

## Reflexões autobiográficas tardias:"Nós estávamos dormindo no ponto"
Leon Eisenberg tinha escrito a partir de sua casa, uma das 38 páginas "mini-autobiografia", que ele chamou de "Were We Asleep at the Switch? " (Nós estávamos dormindo no ponto- em livre tradução) Onde Eisenberg argumentou que, enquanto cientistas médicos estavam mais preocupados com a ciência tediosa na base da prática e decisões médicas para o público em geral, "dinheiro" e interesses endinheirados vinha fazendo decisões de fato para a população sobre como as coisas que os afetam profundamente estavam sendo feitos. Neste ponto de vista, o impacto esmagador de considerações econômicas sobre os corpos emergentes de conhecimento especializado pode ter tornado e deve continuar a tornar inúteis as contribuições de muitos profissionais brilhantes, dito a propósito, e os cientistas que trabalham na causa.
Em fevereiro de 2012, a publicação alemã Der Spiegel informou em sua reportagem de capa que Eisenberg falou de atenção e hiperatividade (TDAH)→ Attention Deficit Hyperactivity Disorder (ADHD) em sua entrevista final, sete meses antes de sua morte, que o TDAH foi o primeiro exemplo de uma "doença fabricada". Eisenberg observou que, em vez de prescrever uma "pílula", os psiquiatras devem determinar se existem razões psicossociais que podem conduzir a problemas de comportamento. Isto pode ser notado, que  Jörg Blech o autor do artigo Der Spiegel é crítico da indústria em cuidados de saúde, e autor de um livro em 2006, intitulad Inventing disease and pushing pills: pharmaceutical companies and the medicalisation of normal life"  ("Inventando doença e empurrando pílulas: empresas farmacêuticas e a medicalização da vida normal" em livre tradução).

## Primeiros Trabalhos
- Bazett HC, Love L, Newton L, Eisenberg L, Day R, Forster R. (1948) Temperature changes in blood flowing in arteries and veins in man. J Appl Physiol. pp. 1:3-19.
- Eisenberg L. (1953) Treatment of the emotionally disturbed pre-adolescent child. Proc Child Research Clinic Woods Schools. 35:30-41.
- Kanner L and Eisenberg L. Child psychiatry; mental deficiency. American Journal of Psychiatry 1955: 111:520-523.
- Eisenberg, L. (1956), The autistic child in adolescence. American Journal of Psychiatry 112, pp. 607–612. Reprinted in: Alexander et al., eds. Psychopathology Cambridge: Harvard University Press, 1959.
- Kanner L and Eisenberg L. Child psychiatry; mental deficiency. Am J Psychiat. 1956; 112:531-534.
- Kanner, L. & Eisenberg, L. (1956), Early Infantile Autism 1943-1955, American Journal of Orthopsychiatry 26, pp. 55–65. Reprinted in: Alexander et al., eds. Op. cit. Reprinted in Psychiat. Res. Repts. 1957 (April), American Psychiatric Assn., pp. 55–65.
- Eisenberg L. The parent-child relationship and the physician. AMA J Dis of Children. 1956; 91:153-157.
- Eisenberg L. Dynamic considerations underlying the management of the brain-damaged child. GP. 1956; 14:101-106.
- Glaser K and Eisenberg L. Maternal deprivation. Pediatrics 1956; 18:626-642.
- Kanner L and Eisenberg L. Child psychiatry: mental deficiency. Am J Psychiat. 1957; 113:617.
- Eisenberg L. Psychiatric implications of brain damage in children. Psychiatric Quarterly. 1957; 31:72-92.
- Eisenberg L. Progress in neuropsychiatry. J Ped. 1957; 51:334-349.
- Eisenberg L. The course of childhood schizophrenia. Arch Neurol Psychiat. 1957; 78:69-83.
- Kanner L and Eisenberg L. Childhood problems in relation to the family. Pediatrics 1957; 20:155-164.
- Eisenberg L. The fathers of autistic children. American Journal of Orthopsychiatry 1957; 27:715-724.
- Kanner L and Eisenberg L. Child psychiatry; mental deficiency. Am J Psychiat. 1958; 114:609-615.
- Eisenberg L. School phobia: a study in the communication of anxiety. Am J Psychiat. 1958; 114:712-718. Reprinted in: Trapp EP and Himmelstein P, eds. Readings on the exceptional child. New York: Appleton, 1962. Reprinted in: Bobbs-Merrill Reprint Series in the Social Sciences, 1966, p. 433. Reprinted in: Davids A, ed. Issues in abnormal child psychology. California: Brooks/Cole, 1973.
- Eisenberg L. Discussion: roundtable symposium on desegregation (segregation-integration). Am J Orthopsychiat. 1958; 28:33-35.
- Eisenberg L. An evaluation of psychiatric consultation service for a public agency. Am J Public Health. 1958; 48(6):742-749.
- Eisenberg L. Emotional determinants of mental deficiency. Arch Neurol Psychiat. 1958; 80:114-121.
- Eisenberg L. Diagnosis, genesis, and clinical management of school phobia. Ped Clin North America. 1958 (August); 645-666.
- Eisenberg L, Marlowe B and Hastings M. Diagnostic services for maladjusted foster children: An orientation toward an acute need. Am J Orthopsychiat. 1958; 28(4):750-763.
- Kanner L and Eisenberg L. Child psychiatry and mental deficiency. Am J Psychiat. 1959; 115:608-611.
- Eisenberg L, Ascher E and Kanner L. A clinical study of Gilles de la Tourette's disease (maladie des tics) in children. Am J Psychiat. 1959; 115:715-523.
- Eisenberg L. Office evaluation of specific reading disability in children. Pediatrics. 1959 (May); 23(5):997-1003.
- Rodriguez A, Rodriguez M, and Eisenberg L. The outcome of school phobia: a follow up study. Am J Psychiat. 1959 (December); 116:540-544.
- Eisenberg L. The pediatric management of school phobia. J Pediatrics. 1959 (December); 55(6):758-766.
- Eisenberg L. Child psychiatry; mental deficiency. Am J Psychiat. 1960; 116:604.
- Eisenberg L. Conceptual problems in relating brain and behavior. Am J Orthopsychiat. 1960; 30:37-48.
- Cytryn L, Gilbert A, and Eisenberg L. The effectiveness of tranquilizing drugs plus supportive psychotherapy in treating behavior disorders of children. Am J Orthopsychiat. 1960; 30:113-129.
- Eisenberg L. The challenge of change. Child Welfare. 1960 (April); 39:11-18.
- Lesser LI, Ashenden BJ, Debuskey M, and Eisenberg L. A clinical study of anorexia nervosa in children. Am J Orthopsychiat. 1960; 30:572-580.
- Eisenberg L and Gruenberg EM. The current status of secondary prevention in child psychiatry. Am J Orthopsychiat. 1961; 31:355-367.
- Eisenberg L, Gilbert A, Cytryn L, and Molling PA. The effectiveness of psychotherapy alone and in conjunction with perphenazine and placebo in the treatment of neurotic and hyperkinetic children. Am J Psychiat. 1961; 117:1088-1093.
- Bahn AK, Chandler CA, and Eisenberg L. Diagnostic and demographic characteristics of patients seen in outpatient psychiatric clinics for an entire state (Maryland): implications for the psychiatrist and the mental health program planner. Am J Psychiat. 1961 (March); 117:769-777.
- Eisenberg L. The strategic deployment of the child psychiatrist in preventive psychiatry. J Child Psychol Psychiat. 1961; 2:229-241. Reprinted in: Proc III World Congress on Psychiatry. Montreal, 1961, pp. 280–284.
- Eisenberg L. Child psychiatry; mental deficiency 1960. Am J Psychiat. 1961 (January); 117:601-604.
- Eisenberg L, Landowne EJ, Wilner DM and Imber SD. The use of teacher ratings in a mental health study: a method for measuring the effectiveness of a therapeutic nursery program. Am J Pub Hlth. 1962 (January); 52:18-28.
- Eisenberg L. The sins of the fathers: urban decay and social pathology. Am J Orthopsychiat. 1962 (January); 32:5-17. Presented as lecture at 55th Annual Meeting of The Massachusetts Association for Mental Health, June 4, 1968.
- Bahn A, Chandler C and Eisenberg L. Diagnostic characteristics related to services in psychiatric clinics for children. Milbank Mem Fund Quart. 1962 (July); 40:289-318.
- Molling P, Lockner A, Sauls R and Eisenberg L. Committed delinquent boys: The impact of perphenazine and placebo. Arch Gen Psychiat. 1962 (July); 1:70-76.
- Eisenberg L. Preventive psychiatry. Ann Rev Med. 1962; 13:343-360.
- Eisenberg L. Child psychiatry; mental deficiency. Am J Psychiat. 1962; 118:600-605.
- Eisenberg L. Possibilities for a preventive psychiatry. Pediatrics. 1962; 30:815-828.
- Eisenberg L. If not now, when? Am J Orthopsychiat. 1962; 32:781-793. Reprinted in: Canada's Mental Health Suppl #36, April 1963. Reprinted in: World Mental Health. 1963; 5:48-64. Reprinted in: David HP, ed. International Trends in Mental Health. New York: McGraw Hill, 1965. Reprinted in: Child and Family. 1965(1); 4:84-91.
- Eisenberg L, Lachman R, Molling P, Lockner A, Mizelle J and Conners K. A psychopharmacologic study in a training school for delinquent boys. Am J Orthopsychiat. 1963 (April); 33:431-447.
- Oleinick M, Bahn A, Eisenberg L, and Lilienfeld A. Early socialization experiences and intrafamilial environment. Archives of General Psychiatry 1966 (October); 15:344-353.

## Publicações Seletas
Eisenberg, L. "Can Human Emotions Be Changed?" Bulletin of Atomic Scientists, January 1966, p. 29.
- Eisenberg L. Clinical considerations in the psychiatric evaluation of intelligence. In: Zubin J and Jervis GA, Eds. Psychopathology of mental development. New York: Grune & Stratton, 1967:502 513.
- Eisenberg L. Social class and individual development. In: Robert W. Gibson, Ed. Crosscurrents in Psychiatry and Psychoanalysis. Philadelphia and Toronto: J.B. Lippincott, 1967. London: Pitman Medical. 1968. [Cited (1981) in Sir Michael Rutter's Maternal Deprivation Reassessed, Penguin Modern Psychology.]
- Eisenberg L. The social development of human intelligence. Harvard Medical Alumni Bulletin 1968; 43:2-7; reprinted (1969) in H. Freemen, Ed. Progress in Mental Health. Churchill.
- Eisenberg L, Berlin, CI, Dill A and Frank S. Class and race effects on the intelligibility of monosyllables. Child Development 1968 (December);39(4):1077-1089.
- Eisenberg L. Au-dela de l'heridite: le test de l'evolution. La Psychiatrie de l'Enfant. 1968; 11:572-588.
- Eisenberg L. The interaction of biological and experiential factors in schizophrenia. Journal of Psychiatric Research 1968 (November, Supplement #1);6:403-409.
- Eisenberg L. Child psychiatry: the past quarter century. American Journal of Orthopsychiatry 1969(April); 39(3):389-401. Reprinted in: Davids A, Ed. Issues in abnormal child psychology. California: Brooks/Cole, 1973.
- Koupernik C and Eisenberg L. Réflexions sur l'autisme infantile (1943–1969) [Reflections on infantile autism (1943–1969)]. Confrontations Psychiatriques (Psychiatric Confrontations). 1969; 2(3):31-55.
- Conners CK, Rothschild G, Eisenberg L, Schwartz LS and Robinson E. Dextroamphetamine sulfate in children with learning disorders. Archives of General Psychiatry 1969 (August);21:182-190.
- Rutter M, Lebovici S, Eisenberg L, Sneznevskij A V, Sadoun R, Brooke E and Lin T Y. A triaxial classification of mental disorders in childhood. Journal of Child Psychology and Psychiatry 1969 (December);10:41-61. [Cited (1981) in Sir Michael Rutter's Maternal Deprivation Reassessed, Penguin Modern Psychology.]
- Eisenberg, L. "The Human Nature of Human Nature" Science, vol.176, 1972, p. 126.
- Eisenberg L. "Psychiatric intervention" Scientific American 229; 116 127. Reprinted in: Humber JM and Almeder RF (Eds.) Biomedical Ethics and the Law. New York: Plenum, 1976. Reprinted in: Humber JM and Almeder RF (Eds.) Biomedical Ethics and the Law. 2nd Edition. New York: Plenum, 1979, pp. 109 120.
- Eisenberg L. The perils of prevention: a cautionary note. New England Journal of Medicine 1977 (December 1);297:1230 1232.
- Eisenberg L. Introduction. In: Marmor J. Psychiatry in transition. New York: Bruner/Mazel, 1974:v viii.
- Eisenberg L. Foreword. In: Thomas A and Chess S. The dynamics of psychological development. New York: Bruner/Mazel, 1980:ix xvii.
- Eisenberg, L. "Mindlessness and brainlessness in psychiatry" The Eli Lilly Lecture, Winter Quarterly Meeting. Royal College of Psychiatrists, London, 21 January 1986. British Journal of Psychiatry 1986;148:497-508.
- Eisenberg, L. "Rudolf Virchow: the physician as politician" Medicine and War 1986;2(4):243-250.
- Eisenberg, L. “From circumstance to mechanism in pediatrics during the Hopkins century. Pediatrics. 1990; 85:42-49.
- Eisenberg, L. “Subject and object in the grammar of medicine" Penn Medicine 1992(Fall);6:18-28.
- Eisenberg L. "The Social Construction of the Human Brain", American Journal of Psychiatry 152: 1563-1575, 1995. Translated into Italian as: ‘’La Costruzione Sociale Del Cervello Umano’’ Sapere 62(5):46-58, 1996.
- Eisenberg L. "Nature, niche and nurture: the role of social experience in transforming genotype into phenotype." Academic Psychiatry. 1998; 22:213-222. Reprinted in Epidemiologia E Psichiatria Sociale 1999; 8:190-7. Translated as: Naturaleza, Entorno Y Crianza. El Papel de la Experiencia Social en la Transformacion del Genotipo en Fenotipo. Psychiatria Publica 1999; 11:139-46 .
- Eisenberg L. "Would cloned human beings be like sheep?" New England Journal of Medicine. 1999; 340: 471-475. Reprinted in Klotzko AJ (Ed) (2001) The Cloning Source Book. N.Y., Oxford University Press pp. 70–79.
- Eisenberg, L. “Does social medicine still matter in an era of molecular medicine?" Journal of Urban Health 1999; 76: 164-175.
- Eisenberg, L. “Whatever Happened to the Faculty on the Way to the Agora?" Archives of Internal Medicine 1999;125:251-6.
- Eisenberg, L. "Is Psychiatry More Mindful or Brainier than it was a Decade Ago?" British Journal of Psychiatry. 2000;176.1-5.
- Eisenberg, L. "Good Technical Outcome, Poor Service Experience: A Verdict on Contemporary Medical Care?" Journal of the American Medical Association 2001;285:2639-2641; in reply. Journal of the American Medical Association 2001;286:1315.
- Eisenberg, L. "From Molecules to Mind" Eastern Mediterranean Health Journal 2002;7:3.
- Eisenberg, L. “Social Psychiatry and the Human Genome: Contextualizing Heritability" British Journal of Psychiatry 2004;184:101-103.
- Eisenberg L. "Letter to the Editor: Which Image for Lorenz?" American Journal of Psychiatry 2004;161:1760.
- Eisenberg L. "When “ADHD” was “the Brain-Damaged Child”", Journal of Child and Adolescent Psychopharmacology 2007;17(3):279-283.
- Muitos dos livros e artigos de Leon Eisenberg foram traduzidos em ambos idiomas europeus e não-europeus e têm sido amplamente citados.

## Prêmios
- Sc. D. (Hon), University of Manchester in the UK (1973) – Universidade de Manchester na Inglaterra
- Sc. D. (Hon), University of Massachusetts in the U.S (1991) – Universidade de Massachusetts nos EUA
- Theobald Smith Award, Albany Medical College (1979) – prêmio Theobald Smith na faculdade de Medicina Albany
- Aldrich Richmond Award, American Academy of Pediatrics (1980) – Academia Americana de Pediatria
- Dale Richmond Awards, American Academy of Pediatrics (1989)
- Samuel T. Orton Award, Orton Society (1980)
- Special Presidential Commendation, American Psychiatric Association (1992) - Associação Americana de Psiquiatria
- Agnes Purcell McGavin Award for Prevention, American Psychiatric Association (1994)
- Distinguished Alumnus Award, University of Pennsylvania (1992) – Universidade da Pensilvânia
- Camille Cosby Award, Judge Baker Children's Center (1994)
- Thomas W. Salmon Medal, New York Academy of Medicine (1995) -  Academia de Medicina de Nova York
- Blanche F. Ittleson Memorial Award, American Orthopsychiatric Association (1996)
- Mumford Award, Columbia University School of Public Health (1996)
- Rhoda and Bernard Sarnat Prize para contribuições relevantes para a Saúde Mental, Institute of Medicine (1996)
- Award for Distinguished Contribution to Public Policy( prêmio por notável contribuição para política pública), SRCD (Society for Research in Child Development- Sociedade de Pesquisa em Desenvolvimento Infantil) (2003)
- Distinguished Service Award, American Psychiatric Association
- Walsh McDermott Medal, Institute of Medicine and the National Academies
- Benjamin Rush Medal and Lecture, American Psychiatric Institute (2006)
- Epidemiology Award, Harvard School of Public Health (2007) – Prêmio de epidemiologia
- Harold Amos Diversity Award( Prêmio de Diversidade Harold Amos), Harvard Medical School (2008)
- Juan José López Ibor Award, Juan José López Ibor Foundation, World Psychiatric Association (WPA), Associação Mundial de Psiquiatria (WPA), concedeu, no Congresso Mundial de Psiquiatria, em Praga, na República Checa (2008)
- Honorary Fellow, Greek Society of Neurology and Psychiatry (“ residente “ honorário, Sociedade Grega de Neurologia e Psiquiatria)
- Honorary Fellow, Ecuadorian Academy of Neuroscience (Academia Equatoriana de neurociências)
- Honorary Fellow, Royal College of Psychiatrists (UK) – Faculdade Royal de Psiquiatras na Inglaterra

## Prêmios nomeados por Leon Eisenberg
- Vários prêmios mesmo em vida, porém, tardios e além desses, prêmios póstumos, foram criados para continuar o legado de Leon Eisenberg.[11]
- Leon Eisenberg Chair in Child Psychiatry (presidente Leon Eisenberg em psiquiatria infantil), Children's Hospital Boston] (nomeado em  22 de Junho, 2009); comentado em 25/06/2009 na Harvard Gazette story[11]
- Leon Eisenberg Award, conferido anualmente (na primavera) pelo Program in Mental Health and Developmental Disabilities (MH/DD), Children's Hospital Boston, iniciando em 28 de abril, 2010. Os vencedores foram:
  - 2010 - Ludwik S. Szymanski, MD;[12]
  - 2011 - James C. Harris, MD;[13]
  - 2012 - Luis Salvador-Carulla, MD, PhD;[14]
  - 2013 - Charles A. Nelson, III, PhD[15][16][17][18]
  - 2014 - Sir Michael Llewellyn Rutter, CBE, FRS, FRCP, FRCPsych, FMedSci, Professor de psicopatologia  do desenvolvimento do  Institute of Psychiatry, King's College London, e consultor psiquiátrico no  Maudsley Hospital]]
- The Leon Eisenberg Scholarship – bolsa de estudos Leon Eisenberg (dado por mérito a um estudante de medicina na Johns Hopkins School of Medicine)[19]
- The Leon and Carola Eisenberg Award (o prêmio Leon e Carola Eisenberg) aos Physicians for Human Rights (médicos por direitos humanos)[19]